# 싸우는 사람
〈싸우는 사람〉(The Battler)은 어니스트 헤밍웨이의 단편소설이다. 보니 & 리버라이트에서 1925년 발매한 뉴욕 판의 단편집인 《우리들의 시대에》에 수록되었다.  〈권투가〉, 〈권투 선수〉 또는 〈싸움꾼〉 등으로 번역된다.
닉 애덤스는 열차에 무임승차를 한 후 쫓겨나며 선로를 걷다가 애드 프랜시스(Ad Francis)라는 이름의 전직 권투 선수와 그의 흑인 친구인 벅스(Bugs)를 만나게 되며 생기는 이야기를 다루고 있다.